# 島根県立出雲商業高等学校
島根県立出雲商業高等学校（しまねけんりつ いずもしょうぎょうこうとうがっこう, Shimane Prefectural Izumo Business High School）は、島根県出雲市大津町に所在する公立の商業高等学校。略称は「県商」（けんしょう）、現在は「出商」（いずしょう）、市内ではただ単に「商業」と呼ばれることが多い。

## 概要
歴史
1918年（大正7年）に開校した「今市町外五ヶ村学校組合立実業学校」を前身とする。数回の組織改編・改称を経て1963年（昭和38年）に現校名の「島根県立出雲商業高等学校」となった。2018年（平成30年）に創立100周年を迎えた。
設置課程・学科
全日制課程 2学科
- 商業科
- 情報処理科

校訓
「明知・友愛・奉仕・至誠」
校章
「出雲」を表す雲と、「商業」・「学問」を表す3本のペン先の絵を組み合わせたものを背景にして、その中央に「高」の文字を置いている。
校歌
出雲産業高等学校時代の1951年（昭和26年）に制定された。作詞は山本龍一（当時の校長）、作曲は森山俊雄（当時・島根大学教育学部特別教科（音楽）校教員養成課程講師）による。歌詞は3番まである。出雲商業高等学校となった1963年（昭和38年）に3番の中の「産業」を「商業」に改めて（ただし読みは「なりわい」で変更なし）継承され、現在に至る。
同窓会
「斐水会」（ひすいかい、財団法人）と称している。

## 沿革
実業学校時代
- 1918年（大正7年）
  - 2月14日[1] - 実業学校の設置が認可される。
  - 4月1日 - 「今市町外五ヶ村学校組合立実業学校」（乙種[3]商業学校・修業年限3年）が開校。商業科13学級体制。初代校長に中曽根三郎が就任。
- 1919年（大正8年）9月22日 - 「簸川郡今市実業学校」に改称。
- 1920年（大正9年）4月1日 - 郡立移管により「簸川郡立今市実業学校」に改称。
- 1923年（大正12年）4月1日 - 県立移管により「島根県立今市実業学校」に改称。
- 1929年（昭和4年）4月1日 - 「島根県立今市農商学校」と改称。
- 1933年（昭和8年）- 農業科が島根県立今市農業学校として分離独立したため、「島根県立今市商業学校」と改称。
- 1936年（昭和9年）4月 - 校舎を大津町1134番地に新築し移転。
- 1940年（昭和15年）4月 - 甲種商業学校[3]となり、修業年限を5年とする。
- 1941年（昭和16年）3月 - 乙種[3]の募集を停止。
- 1943年（昭和18年）
  - 4月1日 - 中等学校令の施行により、この時の入学生から修業年限が4年に短縮される。
  - 10月 - 教育ニ関スル戦時非常措置方策により、修業年限4年施行の前倒しが決定される（中等学校令施行前の1941年（昭和16年）入学生から適用）。
- 1944年（昭和19年）4月1日 - 教育ニ関スル戦時非常措置方策により、商業科の募集を停止し「島根県立今市工業学校」に転換。
  - この時の入学生はすべて工業科1年生、商業学校1年修了者は工業学校2年生となり、商業学校2・3・4年修了者はそのまま商業学校の3・4・5年生となる。
  - 在校生が卒業するまで、当面の間商業学校は維持（併置の形をとる）。
- 1945年（昭和20年）
  - 3月
    - 修業年限短縮施行の前倒しにより、商業科4年生（1941年（昭和16年）入学生）・5年生（1940年（昭和15年）入学生）の合同卒業式を実施。
    - 決戦教育措置要綱[4]が閣議決定され、同年4月から翌年3月末まで授業が停止されることとなる。

  - 4月1日 - 授業を停止。学徒動員（勤労動員）は継続（1・2・3年工業科／4年商業科）。
  - 5月22日 - 戦時教育令が公布され、授業を無期限で停止することが法制化される。
  - 8月15日 - 終戦。
  - 9月 - 授業を再開。
- 1946年（昭和21年）4月1日 - 修業年限が5年に戻る（1・2・3・4年工業科／5年商業科）。
- 1947年（昭和22年）
  - 3月31日 - 商業科5年生の卒業により、商業学校が廃止される。
  - 4月1日 - 学制改革（六・三制の実施、新制中学校の発足）
    - 工業学校の生徒募集を停止。
    - 新制中学校を併設し（名称:島根県立出雲工業学校併設中学校、以下・併設中学校）、工業学校の1・2年修了者を新制中学校2・3年生として収容。
    - 併設中学校は経過措置としてあくまで暫定的に設置されたため、在校生が2・3年生のみの中学校であった。
    - 工業学校3・4年修了者はそのまま工業学校に在籍し、4・5年生となる。

新制高等学校
- 1948年（昭和23年）4月1日 - 学制改革（六・三・三制の実施、新制高等学校の発足）
  - 工業学校が廃止され、新制高等学校「島根県立出雲商工高等学校」が発足。全日制の工業科と商業科を設置。
    - 工業学校卒業生（5年修了者）を新制高校3年生、工業学校4年修了者を新制高校2年、併設中学校卒業生（3年修了者）を新制高校1年生として収容。
    - 併設中学校は新制高校に継承され（名称:島根県立出雲商工高等学校併設中学校）、在校生が1946年（昭和21年）に入学した3年生のみとなる。
- 1949年（昭和24年）
  - 3月31日 - 併設中学校を廃止（修業年限の旧制5年から新制3年への移行が完了）。
  - 4月1日 - 高校三原則による島根県内公立高校の再編。
    - 島根県立出雲農業高等学校と統合され、「島根県立出雲産業高等学校 商業科」（商業・工業・農業の3学科を合わせ持つ総合高等学校）となる。
- 1951年（昭和26年）10月18日 - 校歌を制定。
- 1953年（昭和28年）4月1日 - 農業科が島根県立出雲農林高等学校として分離・独立。
- 1959年（昭和34年）4月1日 - 定時制課程（夜間部）商業科を新設。
- 1961年（昭和36年）4月1日 - 女子経済科を新設。
- 1962年（昭和37年）
  - 3月 - 野球部、第34回選抜高等学校野球大会（春のセンバツ甲子園大会）に初出場。
  - 4月1日 - 工業科が島根県立出雲工業高等学校として分離・独立。ただし工業科1・2年修了者は産業高校在籍のまま2・3年生となる。また当面の間校舎は共用。
- 1963年（昭和38年）
  - 4月1日 - 「島根県立出雲商業高等学校」に改称。工業科の2年修了者は工業高校3年に転学。
  - 5月13日 - 産業高等学校時代の校歌を一部歌詞を変更した上で、商業高等学校の校歌として継承。
  - この年 - 塩冶ヶ丘に工業高等学校の新校舎が完成し移転を完了。校舎の共用を終了。
- 1964年（昭和39年）4月1日 - 定時制課程 商業科の募集を停止。
- 1969年（昭和44年）
  - 3月31日 - 定時制課程 商業科を廃止。
  - 4月1日 - 商業科を経理・営業・事務の3類型に編成。
- 1972年（昭和47年）4月1日 - 情報処理科を新設。
- 1973年（昭和48年）- 普通教室棟（現校舎）が完成。
- 1975年（昭和50年）2月 - 新校舎（現校舎）がすべて完成し、現在地に全面移転を完了。
- 1977年（昭和52年）4月1日 - 商業科に進学向類型を新設。
- 1978年（昭和53年）- 中庭の環境整備を実施。
- 1981年（昭和56年）- 脩成館が完成。
- 1989年（平成元年）8月 - 野球部、第71回全国高等学校野球選手権大会（夏の甲子園大会）に島根県代表として初出場。
- 1990年（平成2年）4月 - 女子経済科の募集を停止し、情報処理科を1学級増設。
- 1992年（平成4年）3月31日 - 女子経済科を廃止。
- 1993年（平成5年）3月 - 推薦入学制度を導入。
- 1994年（平成6年）4月1日 - 国際経済科を新設。
- 1995年（平成7年）- LL教室を設置。
- 1996年（平成8年）3月 - 野球雨天練習場が完成。グラウンド夜間照明を設置。
- 1998年（平成10年）- 女子陸上部、全国高校駅伝に出場（以後2006年（平成18年）まで8年連続出場）。
- 2003年（平成15年）- ソフトボール雨天練習場が完成。
- 2004年（平成16年）- ソフトボール部、全国高等学校総合体育大会に出場。
- 2005年（平成17年）4月 - 国際経済科の募集を停止。
- 2006年（平成18年）- ソフトボール部、全国高等学校選抜大会に出場。第1回出商デパートを開催。
- 2007年（平成19年）3月31日 - 国際経済科を廃止。
- 2008年（平成20年）- ソフトボール部、全国高等学校総合体育大会・全国高等学校選抜大会に出場。
- 2009年（平成21年）
  - NIE実践校となる。
  - ソフトボール部、2年連続で全国高等学校総合体育大会に出場。女子弓道（個人）全国高等学校総合体育大会に出場。
  - 吹奏楽部、美術工芸部、放送部が全国高等学校総合文化祭に出場。
  - 産学官連携による課題研究事業として出雲商業オリジナル縁結びぜんざいの商品開発を行う。
- 2010年（平成22年）- 剣道部・ソフトテニス部（個人）、全国高等学校総合体育大会に出場。"ぜんざい風スイーツ"を全国販売。
- 2011年（平成23年）
  - 「キャリア教育優良学校文部科学大臣表彰」を受賞。
  - オリジナルトランプ「縁札」を商品化。
  - 全国版画選手権大会に出場し、審査員奨励賞受賞。
- 2012年（平成24年）- ソフトテニス部（個人）、全国高等学校総合体育大会に出場。
- 2013年（平成25年）
  - 経済調査部、全国生徒商業研究発表大会出場。
  - 吹奏楽部、全日本マーチングコンテスト全国大会出場。島根県児童生徒学芸顕彰を受賞。
- 2014年（平成26年）
  - ソフトテニス部（個人）・陸上競技部（個人）、全国高等学校総合体育大会に出場。
  - 島根県商工労働部によるIT人材育成モデル事業の開始。
  - 吹奏楽部、全日本マーチングコンテスト全国大会出場。
- 2015年（平成27年）
  - 剣道部・陸上競技部、全国高等学校総合体育大会に出場。
  - 吹奏楽部、全日本マーチングコンテスト全国大会出場。
- 2016年（平成28年）- 剣道部、全国高等学校総合体育大会に出場。
- 2017年（平成29年）
  - 創立100周年記念式典・祝賀会。
  - 吹奏楽部、全日本マーチングコンテスト全国大会出場。
- 2018年（平成30年）- 吹奏楽部、全日本マーチングコンテスト全国大会出場。
- 2019年（令和元年）
  - 島根県高等学校商業達人CUP優勝。
  - 吹奏楽部、全日本マーチングコンテスト全国大会出場。
- 2020年（令和２年）- Airレジシステム関連機器の導入。
- 2021年（令和３年）
  - 金融教育研究校（～令和４年度）。
  - 吹奏楽部、全日本マーチングコンテスト全国大会出場。
  - 中高生国際Rubyプログラミングコンテスト2021 in Mitaka ゲーム部門　最優秀賞、審査員特別賞。
  - 出雲商業高校魅力化コンソーシアム設立。
  - 出雲ミライラボ2022開催。
- 2022年（令和４年）
  - 全国高等学校生徒商業研究大会　優良賞
  - 全国高等学校弓道選抜大会出場
  - 松江オープンソース活用ビジネスプランコンテスト2023　優秀賞・奨励賞

## 学校行事
3学期制
1学期
- 4月 - 入学式、課題テスト、3年模試
- 5月 - 中間試験、遠足
- 6月 - 3年実力テスト、資格試験（簿記・ビジネス計算）
- 7月 - 期末試験、球技大会、進路体験発表、資格試験（ビジネス文書）
- 8月 - オープンスクール

2学期
- 9月 - 「斐桜祭[2]」（ひおうさい、学園祭）、資格試験（商業英語・情報処理）
- 10月 - 中間試験
- 11月 - 資格試験（ビジネス計算・簿記・ビジネス文書）、期末試験
- 12月 - 「出商デパート」（いずしょうデパート、販売実習）

3学期
- 1月 - 3年期末試験、課題テスト、資格試験（簿記・情報処理）
- 2月 - 資格試験（商業経済）
- 3月 - 卒業式、「出雲ミライラボ」（探究学習）

## 部活動
運動部
- 野球部
- バレーボール部
- バスケットボール部
- 卓球部
- ソフトテニス部
- 陸上競技部
- バドミントン部
- ソフトボール部
- 剣道部
- 弓道部
- サッカー部
- ダンス同好会

文化部
- 文芸部
- 美術部
- 写真部
- 茶道部
- 華道部
- 吹奏楽部
- 経済調査部
- 珠算部
- ワープロ・コンピューター部
- 放送部
- 図書部
- 簿記部
- 合唱同好会
- 調理同好会

## 著名な出身者
- 石川喜理 - 元プロ野球選手
- 大野豊 - 現プロ野球解説者、元広島東洋カープ投手・通算148勝
- 土江良吉 - 元陸上競技（短距離走・ハードル）選手・1965年日本陸上選手権200m優勝
- 杉原加代 - 現陸上競技（中距離走・長距離走）選手・2006年アジア大会5000m銀メダリスト、2007年世界陸上大阪大会及び2011年世界陸上大邱大会長距離走代表
- 青山草太 - 俳優
- 坂本長利 - 俳優
- 高野脩汰 - プロ野球選手、千葉ロッテマリーンズ投手

## 地域振興活動
- 課題研究班「mori（もり）茶 project」は、専門校の特色を生かした動画配信等の独自の地域振興活動を展開。

## 交通アクセス
最寄りの鉄道駅
- 一畑電車 北松江線 「大津町駅」・「出雲科学館パークタウン前駅」・「電鉄出雲市駅」
- JR西日本 山陰本線 「出雲市駅」

## 周辺
- 西谷墳墓群、出雲弥生の森公園、出雲弥生の森博物館
- 出雲市立第一中学校
- 島根県立出雲高等学校
- 出雲科学館
- 出雲高等自動車教習所
- 一の谷公園